# گوداکسار
گوداکسار (به لاتین: Godaksar یا آقابکالانج Aghabekalanj) یک منطقه مسکونی در جمهوری آرتساخ است که در استان مارتاکرت واقع شده است.
گوداکسار هم‌اکنون تحت کنترل نیروهای ارمنستان است.